# Aldo Carlan
Aldo Carlan (Adria, 15 ottobre 1908 – Colleferro, 26 maggio 2004) è stato un pittore italiano.

## Biografia
Nato ad Adria nel 1908, si interessò alle arti durante l'infanzia e avviò la sua carriera nel campo musicale. Si dedicò allo studio del violino e, dal 1933 al 1951, fece parte dell'Orchestra del Teatro Comunale di Adria.
Negli anni trenta, ispirato dall'ambiente artistico locale, iniziò a studiare pittura sotto la guida di Antonio Tumiatti. Sperimentò con i colori ad olio, sviluppando una predilezione per la pittura en plein air, focalizzandosi spesso sui paesaggi del Polesine. Contemporaneamente, frequentò gli studi di artisti locali come Ugo Boccato, Tomaso Foster e Leonida Zen, con cui intrattenne rapporti professionali e personali duraturi. Si recò frequentemente a Venezia dove visitava mostre e trascorreva del tempo con gli atri pittori tra cui Neno Mori, Fioravante Seibezzi, Aldo Bergamini e Mario Varagnolo, tutti legati alla Fondazione Bevilacqua La Masa.
Dopo una pausa durante la seconda guerra mondiale, riprese la sua attività artistica nel dopoguerra, tornando ad esporre e produrre con rinnovato impegno. Nel 1951, partecipò al Comitato organizzativo del primo "Settembre Adriese", contribuendo all'avvio di una tradizione culturale annuale ancora oggi esistente. Nello stesso anno, a luglio, fondò il "Gruppo di Artisti Polesani", assumendo la presidenza, affiancato da Antonio Tumiatti e Ugo Boccato con il ruolo di critici selezionatori. Il 16 novembre 1951 l'alluvione, che pochi giorni prima aveva colpito il Polesine, raggiunse anche Adria. Fu costretto a lasciare la casa insieme alla sua famiglia, trovando rifugio temporaneo a San Benedetto del Tronto.
Nonostante le difficoltà, continuò la sua attività pittorica e, nel 1952, organizzò una mostra personale nel capoluogo ascolano, curata da Aldo Castelli. In quell'occasione, il Comune di Ascoli Piceno acquisì il dipinto Paesaggio sul Canal Bianco (Adria) realizzato nel 1949 e conservato nella Pinacoteca civica. Nello stesso anno si trasferì definitivamente a Colleferro e iniziò una fase artistica particolarmente attiva, che includeva la partecipazione al Premio Marzotto di Roma nel 1953 e l'invito alla VII Quadriennale nazionale d'arte di Roma nel 1955, dove espose il Paesaggio Vicolo San Francesco.
Durante gli anni a Colleferro, Carlan ricevette numerosi riconoscimenti, tra cui il Premio Fattoria d'Oro assegnato dalla Casa Editrice Praetoria di Roma nel 1967 e il Primo Premio Snia Viscosa nel 1969. In questo periodo mantenne anche una fitta corrispondenza con artisti e critici di rilievo, come Carlo Carrà e Federico Zeri. Negli anni della maturità ampliò la sua produzione artistica, spaziando dalla pittura a olio al disegno, incisione, acquerello, collage e, negli ultimi anni, al mosaico. Le sue opere sono conservate presso collezionisti in Europa e America. 
Aldo Carlan muore a Colleferro il 26 maggio 2004.

## Mostre ed esposizioni
- 1934: I Mostra Sindacale d’Arte Polesana, Rovigo
- 1936: II Mostra Sindacale d’Arte Polesana, Rovigo
- 1936: VII Mostra d’Arte del Sindacato interprovinciale belle arti - XXVII Esposizione dell’Opera Bevilacqua La Masa, Fondazione Bevilacqua La Masa, Venezia
- 1938: Prima Mostra Futurista, (IV Mostra del gruppo futurista Savarè), Adria
- 1939: III Mostra Sindacale d’Arte Polesana, Rovigo
- 1939: IX Mostra d’Arte del Sindacato interprovinciale belle arti - XXIX Esposizione dell’Opera Bevilacqua La Masa, Fondazione Bevilacqua La Masa, Venezia
- 1939: Mostra Triveneta, Palazzo della Ragione, Padova
- 1941: Mostra Triennale, Milano
- 1946: I Mostra Nazionale della Villa Nazionale di Strà, Venezia
- 1949: Premio di Pittura Giacomo Favretto, Venezia
- 1951: Mostra Settembre Adriese, Adria
- 1952: Mostra personale a cura di Aldo Castelli. Ascoli Piceno
- 1953: Premio Marzotto, Roma
- 1954: Mostra Cral B.P.D., Colleferro
- 1955: VII Quadriennale nazionale d'arte, Palazzo delle Esposizioni, Roma
- 1955: Mostra Internazionale U.N.A.C. (United Nations Appeal for Children, UNICEF), Roma
- 1964: Mostra personale Aldo Carlan, Colleferro
- 1969: Mostra d’Arte SNIA VISCOSA, Roma
- 1974: Mostra Antologica Galleria “Le Muse”, Colleferro
- 1976: I Mostra Omaggio dell’Arte Italiana all’Opera della Madonna del Divino amore, Roma
- 2024: Mostra Antologica Palazzo ex Direzione B.P.D., Colleferro
- 2024: Mostra "Matteotti chi? Un filo rosso lungo 100 anni. Arte per la memoria, Colleferro

## Premi e riconoscimenti
- Premio Mostra d’Arte Triveneta 1950, Badia Polesine

- Premio Mostra Settembre Adriese 1951, Adria
- Premio Mostra Ente Nazionale del Turismo, Rovigo
- Premio Mostra Cral B.P.D. 1954, Colleferro
- Premio SNIA Viscosa 1969, Roma
- Premio “Fattoria d’Oro” Casa Editrice Praetoria 1967, Roma